# Instytut Bałtycki

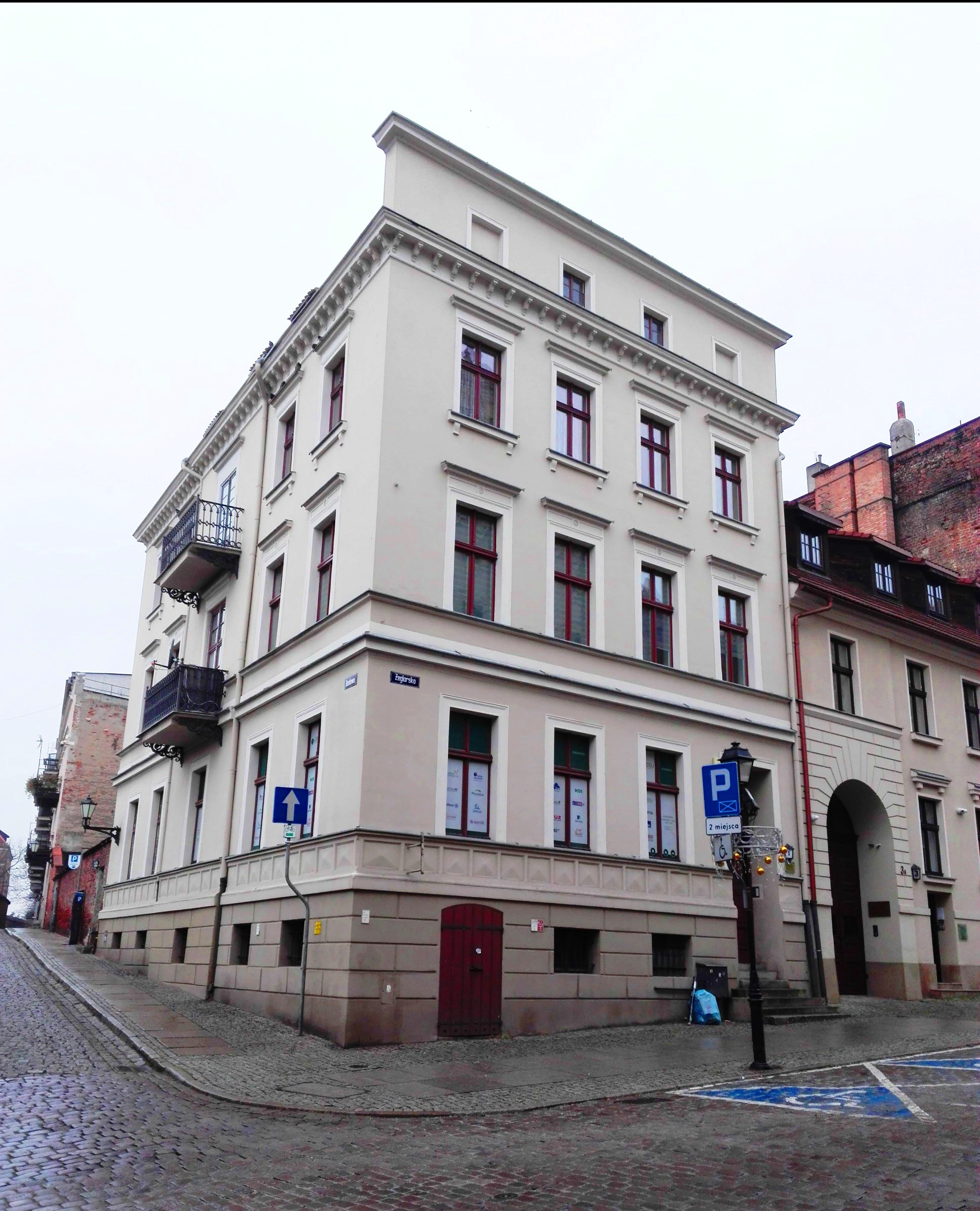
Kamienica przy ul. Żeglarskiej 1 w Toruniu - pierwsza siedziba Instytutu Bałtyckiego

Instytut Bałtycki – instytut naukowo-badawczy w Gdańsku o statusie stowarzyszenia, zajmujący się zagadnieniami wybrzeża krajów nadbałtyckich i gospodarką morską, stosunkami polsko-niemieckimi i polsko-skandynawskimi.

## Historia Instytutu
Zebranie założycielskie Instytutu Bałtyckiego odbyło się 31 sierpnia 1925 roku w Toruniu. Jego inicjatorem i pierwszym dyrektorem był starosta krajowy pomorski Józef Wybicki. Od kwietnia do lipca 1926 roku funkcję dyrektora instytutu, znajdującego się wciąż w procesie organizacji, pełnił geograf Stanisław Srokowski. Faktyczne rozpoczęcie działalności instytutu nastąpiło w styczniu 1927 roku, 27 lutego tego roku zatwierdzono statut, a 8 marca odbyło się pierwsze zebranie zarządu. Od stycznia do sierpnia 1927 roku dyrektorem był historyk Teodor Tyc. W grudniu tego roku funkcję dyrektora objął ichtiolog Józef Borowik i pełnił ją aż do 1950 roku, przyczyniając się do znacznego rozwoju Instytutu Bałtyckiego. W latach 1930–1939 prezesem zarządu instytutu był starosta krajowy pomorski Wincenty Paweł Łącki.
Od rozpoczęcia rzeczywistej działalności w 1927 roku, Instytut Bałtycki zajmował się początkowo głównie dokumentowaniem polskości na Pomorzu, a następnie badaniem i popularyzacją dziejów regionu bałtyckiego. W 1931 roku powstał oddział w Gdyni. W 1937 roku przeniesiono do tego miasta siedzibę główną instytutu (ul. Świętojańska 23).
W czasie II wojny światowej instytut został zlikwidowany przez okupanta. Funkcjonował w konspiracji, a rolę dyrektora w latach 1942-1944 pełnił Józef Borowik. W 1945 roku został reaktywowany z siedzibą główną w Bydgoszczy, a następnie w Sopocie i od 1948 roku w Gdańsku. Otworzył placówki naukowe w Gdyni, Sopocie, Toruniu, Bydgoszczy i Szczecinie. W związku z reorganizacją instytucji naukowych Wybrzeża, w 1950 stał się częścią Instytutu Zachodniego w Poznaniu. W 1958 roku został reaktywowany w Gdańsku, obecnie z siedzibą przy Wydziale Nauk Społecznych Uniwersytetu Gdańskiego (ul. Bażyńskiego 4).

## Kierunki działalności
Instytut Bałtycki zajmuje się badaniami naukowymi w dziedzinach:
- zagadnienia skandynawoznawcze i stosunki polsko-skandynawskie
- stosunki polsko-niemieckie, zwłaszcza w odniesieniu do Pomorza Gdańskiego i rejonu Morza Bałtyckiego
- historia najnowsza oraz zagadnienia współpracy gospodarczej na Bałtyku po drugiej wojnie światowej

## Wydawnictwa
- Pamiętnik Instytutu Bałtyckiego, serie:
- – Balticum
- – Dominium Maris
- – Wieś pomorska
- – Zjazdy pomorzoznawcze
- – Sprawozdania
- Biblioteczka Bałtycka
- Jantar
- Gdańskie Zeszyty Humanistyczne (wspólnie z Wyższą Szkołą Pedagogiczną/Uniwersytetem Gdańskim)
- Komunikaty
- Komunikaty Instytutu Bałtyckiego[5][6]
- Baltic Countries
- Baltic and Scandinavian Countries